# Басейн з кульками

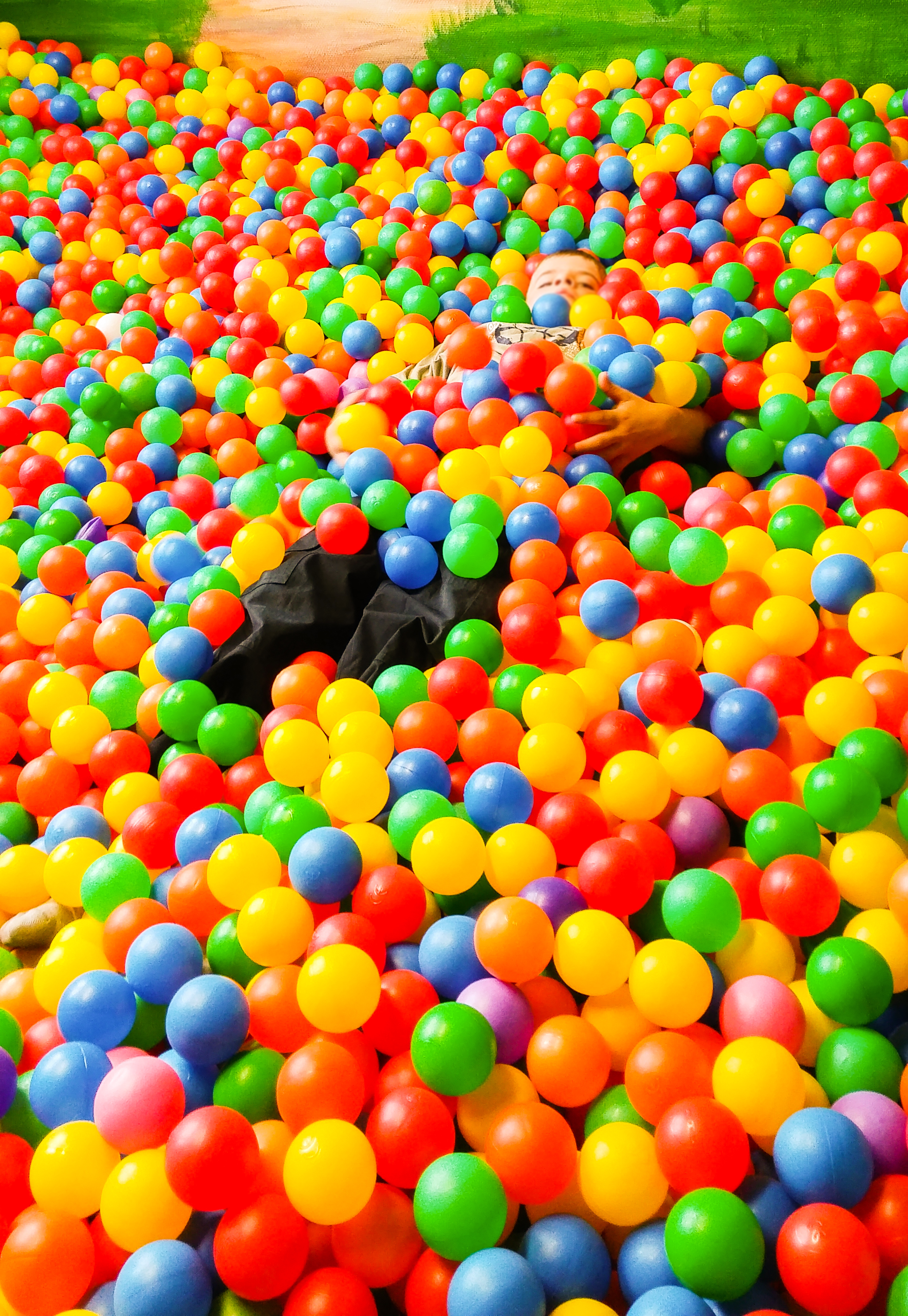
Басейн з кульками

Басейн з кульками (також сухий басейн) — конструкція для дитячих ігор і в деяких випадках для дитячої працетерапії, басейн (яма) без води, заповнений пластиковими кульками. Такі конструкції зазвичай встановлюються у місцях великого скупчення людей — наприклад, у великих торгових центрах чи великих ресторанах, — щоб захопити дітей, поки батьки роблять покупки чи займаються іншими справами. Активність у такому басейні може включати як ігри власне з кульками, так і, наприклад, стрибки та скочування в нього по гірці.
Глибина басейну з кульками складає, як правило, від третини до половини метра, довжина і ширина можуть становити від півметра до кількох метрів, хоча бувають і набагато більші басейни. Діаметр кульок зазвичай становить 7-8 см, їх число в одному басейні варіюється від сотень до декількох тисяч.
Стінки басейну з кульками зазвичай оббиті тонким шаром м'яких матеріалів, пофарбованих у різні кольори. Кожна кулька в басейні, як правило, конкретного кольору, але самих кольорів практично завжди два і більше — часто до шести або семи, нерідко вони відповідають кольорам веселки. Кульки зазвичай порожнисті, зроблені з тонкого і легкого пластику, щоб зменшити ймовірність удушення дітей, що глибоко залізли в кульки.
Відомі випадки, коли басейни з кульками використовують як елементи трудотерапії для дітей з розладами аутистичного спектру. Вважається, що ігри в таких басейнах допомагають покращити їхню сенсорну інтеграцію, дотик і настрій.
Перший у світі басейн із кульками був встановлений у 1976 році в океанаріумі Sea World у Сан-Дієго, США. Автором його проекту був Ерік МакМіллан.
В Австралії для подібних басейнів існують спеціальні правила щодо безпечної експлуатації. Басейни з кульками піддаються критиці з боку деяких медиків, які вважають їх небезпечними через ризик загибелі дітей за допомогою удушення, передачі бактерій через кульки, підвищену травмонебезпечність тощо.
У США басейни з кульками є об'єктами кількох «страшних» міських легенд, згідно з якими в них нібито зустрічаються отруйні змії або отруєні медичні голки, проте насправді подібні випадки не фіксували.